# My Heaven Is Your Hell
My Heaven Is Your Hell este un cântec al trupei Lordi.

## Lista cântecelor
1. My Heaven Is Your Hell
2. Wake The Snake